# Maugersbury
Maugersbury é uma paróquia e aldeia do distrito de Cotswold, no condado de Gloucestershire, na Inglaterra. De acordo com o Censo de 2011, tinha 136 habitantes. Tem uma área de 7,08 km². Fica situada na região sul de Cotswolds, uma zona considerada como Area of Outstanding Natural Beauty.